# Christophe Hurni
Christophe Hurni (1 de dezembro de 1962) é um automobilista suíço.
Hurni disputou a corrida final da temporada da GP3 Series em 2011. Ele foi o piloto mais velho a ter participado de uma etapa da GP2/GP3, com 48 anos, e terminou décimo sexto e vigésimo em ambas as corridas realizadas em  Monza.